# 社交技巧

为他人提供关于一棵树的口头解释；一种沟通方式

社交技巧是所有涉及与他人互动和交流的能力，社会规则和人际关系会在此能力中以语言和非语言的方式被创建、交流与改变。学习这些技巧的过程被称为社会化，缺乏这样的技巧会导致社交尴尬。
人际关系技巧是用来与他人进行有效的互动的行为。人际关系技巧和支配与服从、爱与恨、联系与对立、控制与自治有关（Leary，1957）。好的人际关系技巧包括说服、积极倾听、授权和管理等。社会心理学，是一门学科专注于与社会功能有关的研究，研究人如何通过社会上的态度，思考，与表现的改变来学习人际关系技巧.

## 列举和分类
社交技巧是使人们能够交流、学习、寻求帮助、以适当方式满足需求、与他人和谐相处、交友、发展良好关系、保护自己以及总体上能够与社会和谐的互动的工具。 社交技巧建立核心的性格特征例如：信用、尊重、责任、公平、关怀和公民责任。这些特质有助于建立内在的道德方针，促使人能够在思维和行为上做出正确的选择，从而提高社交能力。

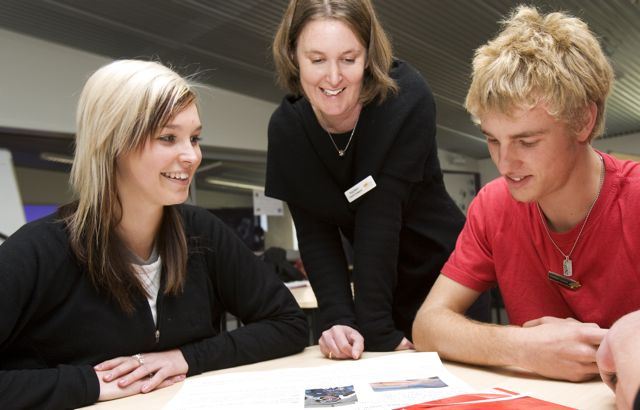
新西兰奥尔巴尼高中的老师和学生在一起学习。

就业和培训管理局做认定的重要社交技能有:
- 协调能力——根据他人的行动调整自身的行动。
- 指导能力——教导和帮助他人如何完成某事（例如学习伙伴）。
- 谈判能力——能够达成双方协议的讨论。
- 说服力——能够说服他人去做某事，相信某事或认定某事为事实的能力。
- 以服务为方针——主动寻找运用爱心与社会心理的方法来促进与他人的关系。
- 社会洞察力——了解他人的反应并能够以对他人反应的理解而做出反应。

社交技巧以目的为导向，既有主目的，也有次目的。例如，新员工发起与老员工的职场互动将首先包含一个主目的。主目的是收集信息，然后次目的将是建立融洽关系以达成主目的。 Takeo Doi（土居 健郎）在他对意识的研究中将此概念定义为tatemae（表面声） ，代表是传统的口述，和honne （心声） ，代表是口述后的真正动机。

## 缺陷的原因
Gresham（格雷舍姆） 在 1998 年将社交技巧缺陷归类为识别和反映社交能力的失败、未能建立适当的模式以及未能做出可接受的表现在某些特定的发展与过度情况下在儿童过度为成人的过程中， 社交技能缺陷也会阻碍有行为障碍的儿童。

### 滥用酒精
患有酗酒问题的人的社交技能通常会受到严重的损害。 这是由于长期滥用酒精神经毒素对大脑的侵蚀，尤其对大脑前额叶皮层区域的影响。 酗酒通常会损害社交技能包括：感知面部表情的障碍、韵律感知障碍，和心智理论的缺陷。  酗酒者对幽默的理解能力也经常受损。 患有胎儿酒精谱系障碍的人也会出现社交能力障碍的问题。这些缺陷会在受影响的人的一生中持续存在，并且由于衰老对大脑的影响可能会随着时间的推移而恶化。

### 多动症和多动性障碍
患有多动症和多动障碍的人通常在社交技能方面存在困难，例如社交互动上的问题。大约一半的多动症儿童和青少年会经历同伴的排斥，相比于非多动症青少年的这一比例只有 10-15%。患有多动症的青少年不太可能发展亲密的友谊和浪漫关系；他们通常被同龄人视为不成熟或社会另类，但本身患有多动症或相关疾病的人，或对此类症状具有高度耐受性的人除外。然而，随着他们的成长，建立上述的关系会变得更加容易。社交技能训练、行为矫正和药物有一些有益的影响。对于多动症青少年来说，与不参与异常/犯罪活动和/或严重精神疾病/发育障碍的人建立友谊是非常重要的，以减少后天精神病理学出现的可能。不良的同伴关系会导致严重的抑郁症、犯罪、学业失败和药物滥用障碍。

### 自闭症谱系障碍
患有自闭症谱系障碍（包括自闭症和阿斯伯格综合症）的个体通常以缺乏社交功能为特征。社交技能的概念在自闭症谱系方面受一直收到质疑。 为了满足自闭症儿童的需求，Romanczyk（罗曼奇克） 建议通过综合的社会习得与行为调整，而非使用为社会环境量身定制的针对性反应。

### 焦虑和抑郁
几乎没有机会与他人交往的个人经常在社交技能上挣扎。 这通常会为患有焦虑或抑郁等精神疾病的人造成螺旋式下降效果。 由于担心因他人的评价和对他人负面反应的恐惧而造成的焦虑，对社会化中失败或社会排斥的过剩担忧导致完全避免所有社交互动。 经历过相当程度的社交焦虑的人经常会在与他人交流时挣扎，并且可能在社交线索和社交行为的施展能力上有所受损。 社交媒体的使用也会导致焦虑和抑郁。 根据国家医学图书馆和国家卫生研究所的一项包含3，560名学生的研究报告说明，互联网正在造成许多问题。 在美国，大约4%的高中生可能存在有问题的互联网使用，这可能与抑郁症有关。 大约三分之一的受访者（28.51%）报告每周在互联网上花费15小时或更多。 尽管其他研究表明互联网使用产生了正向引导。
抑郁症还会导致人们回避社交机会，从而削弱他们的社交技能，使社交变得没有吸引力。 

### 反社会行为
《穿西装的蛇：当精神病患者上班时》一书的作者探讨了工作场所的精神病患者。 美国联邦调查局（FBI） 顾问描述了一个典型的精神病患者是如何获得并保持权力的五阶段。这些人表现出的许多特征包括：表面的感染力、不真诚、以自我为中心、控制欲、自大、缺乏同理心、低亲和力、剥削性、独立性、僵化、固执和独裁倾向。巴比亚克（Babiak）和黑尔（Hare）说，对于企业精神病患者来说，成功被定义为最好的还击，他们的问题行为由于缺乏洞察力而“无限地”重复，他们的原始情绪，如“气愤、沮丧和愤怒”被折射为不可抗拒的个人魅力。作者指出，缺乏情感素养和道德良知会常常与决断——做出艰难决定的能力和有效的危机管理——而相互混淆。 巴比亚克（Babiak） 和 黑尔（Hare） 还强调了他们在研究中得出的一个结论，精神病患者无法接收到任何有效的治疗。  
在纽约布法罗大学，艾米莉·格里哈尔瓦（Emily Grijalva） 研究了职场中的"自恋"。她发现"自恋"有两种形式：“脆弱”和“浮夸”。 她发现，“中等”程度的自恋与成为一名有能力的经理有关。浮夸的自恋者以自信为特征；他们拥有不可动摇的信念，即他们是优越的，即使这是没有根据的。他们可以是吸引人的、浮夸的，也可以是自私的、剥削的和有权利的。 德国科隆大学的 延斯·兰格（Jens Lange） 和 简·克鲁修斯（Jan Crusius） 将工作场所中自恋的社交攀登者和“善恶”嫉妒联系在一起。他们发现，夸大自恋者不太容易出现低自尊和神经质，也不太容易受到那些能够影响脆弱自恋者的焦虑和抑郁的干扰。他们将脆弱自恋者描述为“认为自己很特别并希望被这样看待，但就是缺乏能力或吸引力”的人。结果，他们的自尊心波动很大。他们往往是局促不安的和被动的，但如果他们膨胀的自我形象受到威胁，他们也容易爆发潜在的暴力攻击。”  理查德·博亚齐斯（Richard Boyatzis）说这是一种徒劳的的情感表达形式，人们无法建设性地分享，这反映了缺乏适当的技能。 荷兰阿姆斯特丹大学的社会和行为科学家埃迪·布鲁梅尔曼 （Eddie Brummelman）和哥伦布俄亥俄州立大学的布拉德·布什曼（Brad Bushman）说，研究表明，在西方文化中，自恋的兴起是由于将注意力转移到个人上而不是相互关系上，并得出结论自恋在社会上是不受欢迎的（“不健康的优越感”）。加拿大不列颠哥伦比亚大学的大卫·基利 (David Kealy) 表示，自恋可能会暂时对自我有所帮助，但从长远来看，最好能做到尊重自己，同时尊重他人。 

## 管理

### 行为疗法
行为主义将社交技能解释为能够促进社会稳定的习得行为。根据施耐德（Schneider）和伯恩（Byrne） (1985)，用于训练社交技能的操作制约程序的效果最大，其次是观察学习、辅导和社交认知技术。 行为分析师更喜欢使用术语行为技能来代替社交技能。 用于建立社交和其他技能的行为技能培训用于各种人群，包括在社区强化方法和家庭培训(CRAFT) 中治疗成瘾的方法。 
行为技能培训也用于边缘性人格障碍、抑郁症、和发育障碍的人。  通常，行为主义者试图发展所谓的尖端技能，这是开放访问各种环境的关键技能。这种治疗方法的基本原理是人们会遇到各种各样的社会问题，并且可以在安全的环境中减少遭遇的压力和惩罚。它还解决了他们如何通过拥有正确的技能来增加强化。

## 相关信息
- 反社会人格障碍
- 情感智力
- 社交焦虑
- 社会行为
- 社会认知
- 社会现实
- 处事能力